# Triumfetta digitata
Triumfetta digitata är en malvaväxtart som först beskrevs av Daniel Oliver, och fick sitt nu gällande namn av Thomas Archibald Sprague och Hutchinson. Triumfetta digitata ingår i släktet triumfettor, och familjen malvaväxter. Inga underarter finns listade i Catalogue of Life.